# Danko Cvjetićanin
Danko Cvjetićanin (Zagreb, 16. listopada 1963.), hrvatski košarkaš, bivši jugoslavenski i hrvatski košarkaški reprezentativac.
Igrao je na položaju beka. Igrao je '80-ih i '90-ih. Bio je poznat po dalekometnim ubačajima.
Kao član reprezentacije 1992. godine dobitnik je Državne nagrade za šport "Franjo Bučar".
Od 1998 do 2010 radi kao Europski Scout za NBA momčad Philadelphia 76ers. 
Od 2010 radi kao Europski Scout za NBA momčad Brooklyn Nets.

## Igračka karijera

### Klupska karijera
U karijeri je igrao za Partizan, Cibonu, Estudiantes, Kvarner, Pallacanestro Reggiana i Zrinjevac.

## Vanjske poveznice
| Cibona Zagreb   | Cibona Zagreb |
| --------------- | --- |
|                 | |
| Dvorana         | Košarkaški centar Dražen Petrović \| Dom sportova                                                                      |
|                 | |
| Treneri         | Neven Spahija \| "Aco" Petrović \| Dražen Anzulović \| Velimir Perasović \| Željko Pavličević                          |
|                 | |
| Važne ličnosti  | Mirko Novosel |
|                 | |
| Poznati igrači  | Krešimir Ćosić \| Dino Rađa \| Franjo Arapović \| Dražen Petrović \| Alan Anderson \| Andro Knego \| Danko Cvjetičanin |
|                 | |
| Klupski nadimak | Vukovi s Tuškanca |
|                 | |
| Klupski slogan  | heja-heja cibosi |
|                 | |
| Vezani članci   | Muzejsko-memorijalni centar Dražen Petrović \| Mirkova cigara \| Međunarodna natjecanja                                |

| Cibona Zagreb   | Cibona Zagreb |
| --------------- | --- |
|                 | |
| Dvorana         | Košarkaški centar Dražen Petrović \| Dom sportova                                                                      |
|                 | |
| Treneri         | Neven Spahija \| "Aco" Petrović \| Dražen Anzulović \| Velimir Perasović \| Željko Pavličević                          |
|                 | |
| Važne ličnosti  | Mirko Novosel |
|                 | |
| Poznati igrači  | Krešimir Ćosić \| Dino Rađa \| Franjo Arapović \| Dražen Petrović \| Alan Anderson \| Andro Knego \| Danko Cvjetičanin |
|                 | |
| Klupski nadimak | Vukovi s Tuškanca |
|                 | |
| Klupski slogan  | heja-heja cibosi |
|                 | |
| Vezani članci   | Muzejsko-memorijalni centar Dražen Petrović \| Mirkova cigara \| Međunarodna natjecanja                                |